# Арктическая осцилляция

Отрицательная и положительная фазы осцилляции.

Арктическая осцилляция или Изменения северной циркуляции — индекс изменения давления на уровне моря к северу от 20° с.ш., характеризующий аномалию давления в Арктике по отношению к давлению в более южных широтах северного полушария с центром измерения на широтах 37-45° с.ш.
Арктическая осцилляция является одним из основных факторов, определяющих характер погоды северного полушария в течение зимнего периода. Изменение индекса на протяжении длительных интервалов времени не имеет строгой периодичности.

Арктическая осцилляция в зимние сезоны 1899–2011 гг.